# Tu'i Kanokupolu

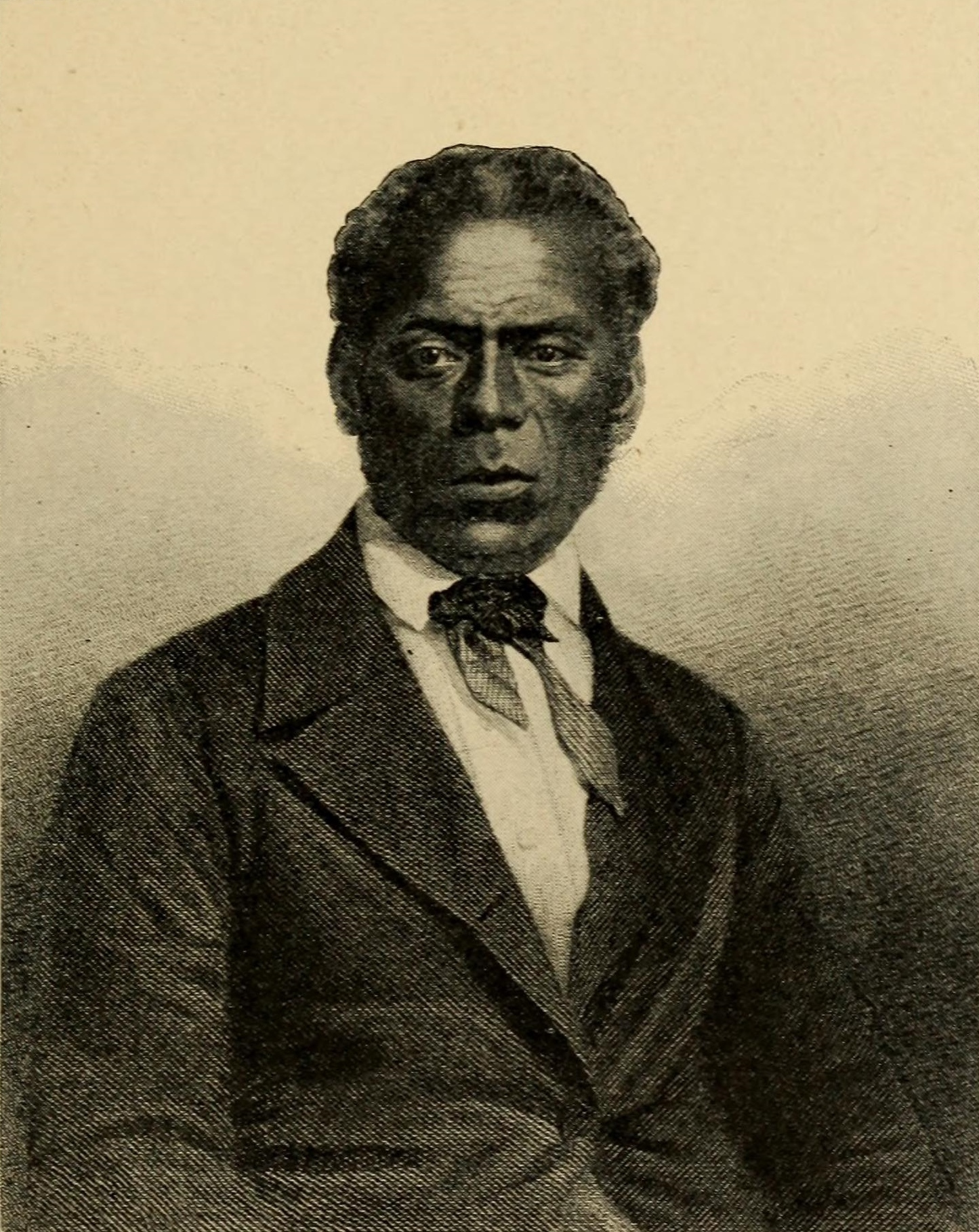
George Tupou I, den siste Tu'i Kanokupolu

Tu'i Kanokupolu var en dynasti i Tonga i södra Stilla havet.
Denna dynasti styrde landet under det tonganska imperiet där man samregerade med Tu'i Ha'a Takala'ua-dynastin. Ätten grundades redan tidigare men blev härskare först i och med Ngata kring 1610, namnet härstammar troligen från byn Kanokupolu på Tongatapu som var Ngatas hemort.
Dynastin fortsatte att styra även efter den 4 november 1875 då Pule 'Anga Fakatui'i'o Tonga (kungadömet Tonga) grundades av den siste ättlingen, Tāufaʻāhau, som då grundade Tupoudynastin.
Tonga är förutom territoriet Tuvalu den enda monarkin bland önationerna i Stilla havet.

## Regenter
Det saknas säker information om regenterna faktiska regeringstid då inre stridigheter ledde till ständiga maktskiften
- 1 Ngata
- 2 Atamata'ila
- 3 Mataele Tu'apiko
- 4 Mataele Ha'amea
- 5 Vuna Tu'i'oetau

- 1736 - 1765 Ma'afu'o tu'i tonga
- 1765 - 1771 Tupoulahi
- 1771 - 1777 Maealiuaki
- 1777 - 1777 Tupoulahisii
- 1777 - 1777 Mulikiha'amea

- 1771 - 1777 Maealiuaki, andra perioden
- 1771 - 1782 Tu'i Halafatai
- 1777 - 1781 Tupoumahe'ofo
- 1782 - 1789 Tupoulahisii, andra perioden
- 1789 - 1793 Maealiuaki, tredje perioden

- 1793 - 1797 Mumui
- 1797 - 1799 Finau Tuku'aho
- 1799 - 1799 Ma'afu'olimuloa
- 1799 - 1812 Tupou Malohi
- 1812 - 1820 Tupouto'a

- 1826 - 1845 'Alea Motu'a
- 1845 - 1875 Tāufaʻāhau

I och med Tāufaʻāhau grundades nu Tupoudynastin även om ätten också behåller titeln Tu'i Kanokupolu.